# Amata herzii
Amata herzii là một loài bướm đêm thuộc phân họ Arctiinae, họ Erebidae.